# 郡上市図書館
郡上市図書館（ぐじょうしとしょかん）は、岐阜県郡上市にある公共図書館の総称。
2022年現在、本館1、分館1、分室5から成る。

## 概要
2004年（平成16年）3月1日、郡上郡7町村（八幡町・大和町・白鳥町・高鷲村・美並村・明宝村・和良村）が合併し、郡上市が発足すると同時に旧町村の図書館・公民館図書室を統合し、郡上市図書館として発足。発足当初は、白鳥に郡上市中央図書館を設置し、八幡に地区館、大和と高鷲に分館、美並、明宝、和良に図書室を設置していたが、2022年現在は、本館（白鳥）、分館（八幡）、分室（大和・高鷲・明宝・和良）に変更されている。
2019年度（令和元年度）末時点の総蔵書数は269,400冊である。

## 施設概要

### 郡上市図書館本館
- 白鳥ふれあい創造館（郡上市白鳥町白鳥359番地26）の1階にある。単に「郡上市図書館」とも称する。
- 図書館部分の延床面積は953m2[7]。2020年度（令和2年度）時点の総蔵書数は116,960冊である[8]。
- 旧・白鳥町の図書館（図書室）は、当初、白鳥町公民館図書室であった。利便性向上のため、1986年（昭和61年）に17か所の民家に公民館図書を配置し、「本のある家」を設置。1994年（平成6年）6月25日、白鳥ふれあい創造館内に白鳥町図書館として開館した[9][10]。

#### 利用案内
- 開館時間：
  - 10:00 - 18:00 （火曜日から金曜日）[11]
  - 9:00 - 17:00 （土・日曜日）[11]
  - 9:00 - 17:00 （11月1日から2月末までの火曜日から日曜日）[11]
- 休館日：毎週月曜日、祝日（その日が月曜日の場合はその翌日）、資料整理日（毎月第4金曜日）[5]
- 貸出
  - 貸出点数：1人10点まで
  - 貸出期間：14日間

### 郡上市図書館はちまん分館

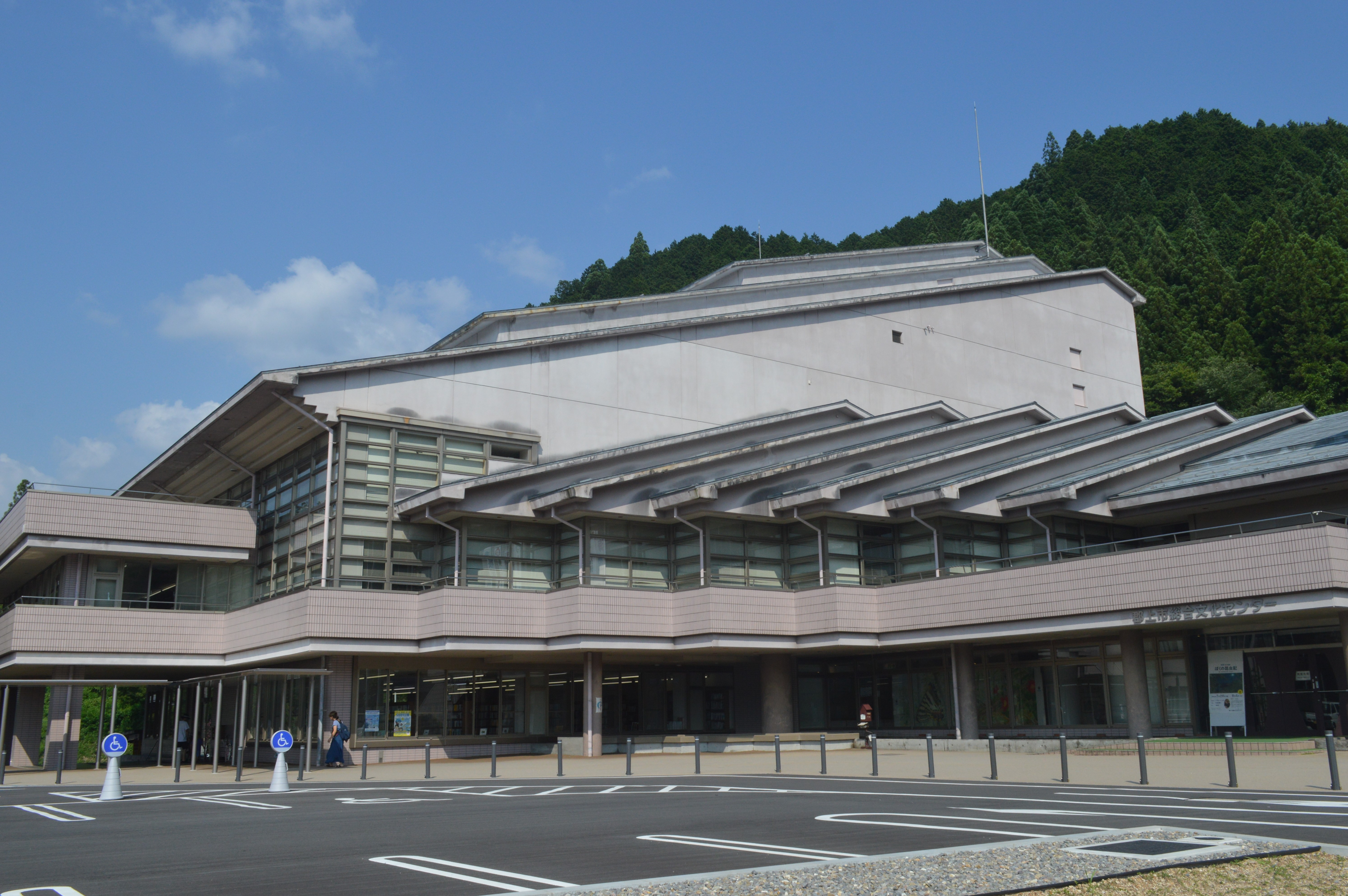
郡上市図書館はちまん分館のある郡上市総合文化センター

- 郡上市総合文化センター（岐阜県郡上市八幡町島谷207-1）の1・2階にある。
- 図書館部分の延床面積は637m2[7]。2020年度（令和2年度）時点の総蔵書数は64,224冊である[8]。
- 旧・八幡町の図書館（図書室）は、1949年（昭和24年）に八幡町役場内の公民館に図書室を設置したのが最初である。その後、1988年（昭和63年）7月に郡上八幡総合文化センター内に八幡町図書館として開館した[10]。

#### 利用案内
- 開館時間：
  - 10:00 - 18:00 （火曜日から金曜日）[11]
  - 9:00 - 17:00 （土・日曜日）[11]
- 休館日：毎週月曜日、祝日（その日が月曜日の場合はその翌日）、資料整理日（毎月第4金曜日）[5]
- 貸出
  - 貸出点数：1人10点まで
  - 貸出期間：14日間

### 郡上市図書館やまと分室
- 大和生涯学習センター（郡上市大和町剣1）内にある。
- 2020年度（令和2年度）時点の総蔵書数は27,795冊である[8]。
- 旧・大和町の図書館（図書室）は、1947年（昭和22年）に弥富村公民館に弥富村図書館として開館。1950年（昭和25年）に西川村の西川小学校及び山田村の山田小学校に設置された公民館に図書室が設置された。弥富村・西川村・山田村が合併し大和村が発足後、この3つの図書室は統合され、1976年（昭和51年）、大和村民センター（現・大和生涯学習センター）に図書室として開設された[10]。

#### 利用案内
- 開館時間：
  - 10:00 - 18:00 （火曜日から金曜日）[11]
  - 9:00 - 17:00 （土・日曜日）[11]
  - 9:00 - 17:00 （11月1日から2月末までの火曜日から日曜日）[11]
- 休館日：毎週月曜日、祝日（その日が月曜日の場合はその翌日）、資料整理日（毎月第4金曜日）[5]
- 貸出
  - 貸出点数：1人10点まで
  - 貸出期間：14日間

### 郡上市図書館たかす分室
- 郡上市高鷲町大鷲201-2に設置されている。
- 2020年度（令和2年度）時点の総蔵書数は23,323冊である[8]。
- 旧・高鷲村の図書館（図書室）は、1981年（昭和56年）に高鷲中学校寄宿舎（清岳寮）に公民館図書室を設置したのが始まりである。1996年（平成8年）に高鷲中学校校舎2階に移転し、2001年（平成13年）に高鷲村民センター（現・郡上市たかす町民センター）に移転し、高鷲村図書館として開館。郡上市発足後の2014年（平成26年）に現在地に移転した[10]。

#### 利用案内
- 開館時間：
  - 9:00 - 17:00 （4月1日から10月31日まで）[11]
  - 10:00 - 16:00 （11月1日から3月31日まで）[11]
- 休館日：毎週月曜日、祝日（その日が月曜日の場合はその翌日）、資料整理日（毎月第4金曜日）[5]
- 貸出
  - 貸出点数：1人10点まで
  - 貸出期間：14日間

### 郡上市図書館みなみ分室

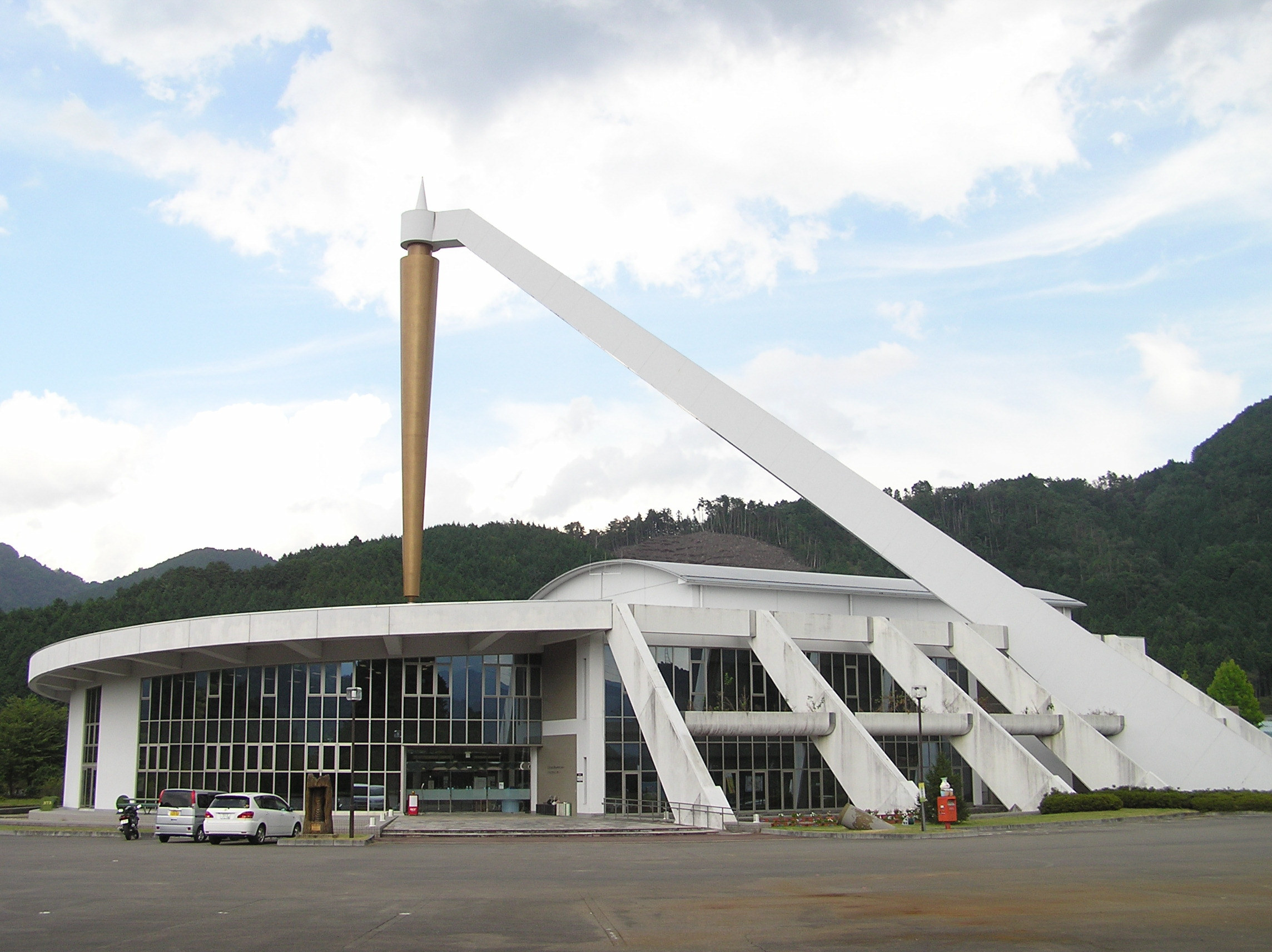
郡上市図書館みなみ分室のある日本まん真ん中センター

- 日本まん真ん中センター（郡上市美並町白山430-4）内にある。
- 2020年度（令和2年度）時点の総蔵書数は22,715冊である[8]。
- 旧・美並村の図書館（図書室）は、1955年（昭和30年）に美並村役場に設置した公民館に図書室を設置したのが始まりである。同時に村内の小学校（下川小学校・下川小学校三戸分校・高山小学校・南上田小学校）の公民館分館にも図書室を設置している。1972年（昭和47年）に新築した美並村役場（現・郡上市役所美並振興事務所）内の美並村公民館に移転し、村内19か所に分室を設置している。1997年（平成9年）に日本まん真ん中センター内に移転した[10]。

#### 利用案内
- 開館時間：9:00 - 17:00[11]
- 休館日：毎週月曜日、祝日（その日が月曜日の場合はその翌日）、資料整理日（毎月第4金曜日）[5]
- 貸出
  - 貸出点数：1人10点まで
  - 貸出期間：14日間

### 郡上市図書館めいほう分室
- 明宝コミュニティセンター（郡上市明宝二間手532）内にある。
- 2020年度（令和2年度）時点の総蔵書数は6,289冊である[8]。
- 旧・明宝村の図書館（図書室）は、1972年（昭和47年）に開館した明方村中央公民館に設置された図書室が始まりである。1985年（昭和60年）に村民センター（現・明宝コミュニティセンター）内に移転した[10]。

#### 利用案内
- 開館時間：9:00 - 17:00 [11]
- 休館日：毎週月曜日、祝日（その日が月曜日の場合はその翌日）、資料整理日（毎月第4金曜日）[5]
- 貸出
  - 貸出点数：1人10点まで
  - 貸出期間：14日間

### 郡上市図書館わら分室

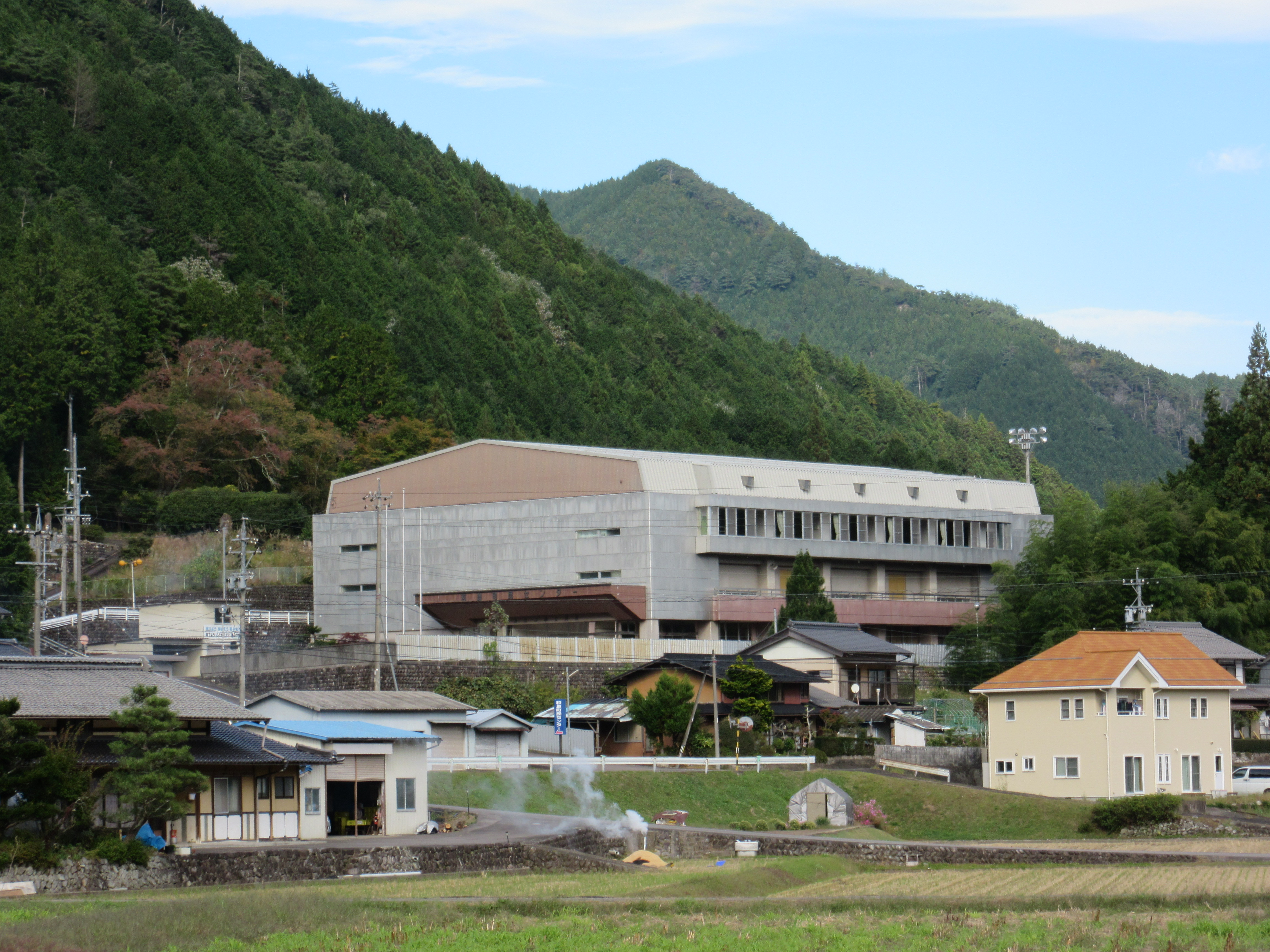
郡上市図書館わら分室のある和良町民センター

- 和良町民センター（郡上市和良町沢677-1）内にある。
- 2020年度（令和2年度）時点の総蔵書数は7,757冊である[8]。
- 旧・和良村の図書館（図書室）は、1981年（昭和56年）に村民センター（現・和良町民センター）内に図書室を設置したのが始まりである[10]。

#### 利用案内
- 開館時間：9:00 - 17:00 [11]
- 休館日：毎週月曜日、祝日（その日が月曜日の場合はその翌日）、資料整理日（毎月第4金曜日）[5]
- 貸出
  - 貸出点数：1人10点まで
  - 貸出期間：14日間

## 交通アクセス

### 郡上市図書館（本館）
- 長良川鉄道越美南線 美濃白鳥駅下車、徒歩で約5分。

## 周辺施設

### 郡上市図書館（本館）
- 美濃白鳥駅
- 白鳥郵便局
- 岐阜県立郡上北高等学校